# 소암
소암(蕭巖, ? ~ 589년)은 중국 남북조 시대 후량의 황족이다. 자는 의원(義遠)이고 선제의 다섯째 아들이다. 어머니는 누군지 알 수 없다.

## 생애
성정이 인후했다고 알려진다. 안평왕(安平王)으로 봉해졌고 시중(侍中), 형주자사(荊州刺史), 상서령(尚書令), 태위(太尉), 태부(太傅) 등을 역임했다.
587년에 수나라의 문제가 후량을 멸망시키려 한다는 것을 알고 진나라로 달아났다. 당시 진나라의 황제였던 진숙보는 소암을 평동장군(平東將軍)과 동양주자사(東揚州刺史)로 삼았다.
589년에 진나라가 수나라에게 멸망당하자 동양주의 거민들은 소암을 군주로 추대하여 수나라에 저항했다. 그러나 수나라의 총관(總管) 우문술(宇文述)에게 격패됐고 장안으로 끌려갔다. 얼마 지나지 않아 장안에서 죽었다.
손자인 소선(蕭銑)이 후량을 재건한 뒤에 소암을 안평충렬왕(安平忠烈王)으로 추존했다.